# Tudorel Calapod
Tudorel Calapod (n. 20 iunie 1967) este un politician român, fost primar al orașului Năvodari în perioada 2004 - 2008.

## Controverse
Pe 7 februarie 2013 a fost condamnat la trei ani și jumătate de închisoare cu executare, după ce a fost acuzat de abuz în serviciu contra intereselor publice și fals intelectual.